# Дієго Армандо Марадона (стадіон, Неаполь)
«Діє́го Арма́ндо Марадо́на» (італ. Stadio Diego Armando Maradona) — багатофункціональний стадіон у Неаполі, Італія. Кількість сидячих місць нараховує 60 240, до реконструкції 1990 року — 87 500. З першого року експлуатації на стадіоні домашні матчі проводить футбольний клуб «Наполі».

## Історія
4 грудня 2020 року стадіон «Сан Паоло» був перейменований в честь легенди «Наполі» Дієго Марадони.